# 歐洲黃蓋鰈
歐洲黃蓋鰈（學名：Limanda limanda），又名孫鰈魚，是一種在北歐淺海很常見的食用魚類，經常出沒於北海約100米水深的海沙上，主要捕食甲殼動物與小魚。歐洲黃蓋鰈的外貌很像名貴的比目魚，但由於懂得烹調的人很少，以致捕魚者利用拖網捕捉鱈魚時，往往因為缺乏商業價值，把網內的歐洲黃蓋鰈丟回海裡，使牠們大量死亡，造成浪費。歐洲黃蓋鰈理論上可以生長至40公分長，1公斤重，雖然到現在捕捉到的標本都不超過30公分。